# La Femme Anjola
La Femme Anjola (en español: La Mujer Anjola) es una película de 2021 escrita por Tunde Babalola y dirigida por Mildred Okwo. Es un thriller psicológico de cine negro protagonizado por Rita Dominic y Nonso Bassey. Se estrenó en cines el 19 de marzo de 2021.

## Sinopsis
Un corredor de bolsa se enamora de una misteriosa mujer. Anjola está casada con un gánster dueño de un club nocturno en donde ella realiza presentaciones en vivo.

## Elenco
- Rita Dominic
- Nonso Bassey
- Joke Silva
- Femi Jacobs
- Aderounmu Adejumoke
- Bassey Ekpeyong
- Uzor Osimkpa
- Paul Adams
- Shawn Faqua
- Michelle Dede
- Mumbi Maina
- Soso Soberekon

## Producción y lanzamiento
Mildred Okwo, Tunde Babalola y Rita Dominic se reunieron para esta producción después del lanzamiento de The Meeting en 2012.
La película se retiró de los cines Film House en Nigeria para dar paso a Prophetess. En una entrevista con el diario The Cable, el director Okwo culpó al monopolio de la industria cinematográfica nigeriana por esta acción.

## Recepción
La película recibió críticas positivas. El sitio web Sodas & Popcorn opina que tiene "un sentido puro de autenticidad y originalidad". Además señaló que: "Hay algo intenso e intrigante" en ella. "Prácticamente durante toda la película, tiene su bota de intriga en tu cuello y no tiene planes de dejarla ir hasta el final. Las preguntas que pasan por tu cabeza mientras miras son constantes y, sin embargo, cambian constantemente".
De igual forma, la reseña del sitio web Kemifilani la señala como una historia diferente a las demás, elogiando la actuación de Dominic, la continuidad, los escenarios de Nigeria y Ciudad del Cabo y la calidad de imagen.